# Чумак Дмитро Михайлович
Дмитро́ Миха́йлович Чума́к (10 лютого 1913, Сирове — 11 липня 1944, Утена) — учасник другої світової війни, розвідник, єфрейтор, Герой Радянського Союзу (1945).

## Біографія
Народився 10 лютого 1913 року у селі Сирове Врадіївського району Миколаївської області в селянській родині. Українець. Отримав середню освіту.
До лав Червоної Армії призваний у 1941 році Орджонікідзевським РВК Сталінської області.
Учасник німецько-радянської війни з серпня 1941 року. Воював на Брянському, Прибалтійському та 1-у Прибалтійському фронтах.
Розвідник 3-ї батареї 569-го винищувального протитанкового артилерійського полку (ВПТАП) 17-ї окремої винищувальної протитанкової артилерійської Городоцької бригади РГК 43-ї армії 1-го Прибалтійського фронту єфрейтор Д. М. Чумак особливо відзначився в боях 10-11 липня 1944 року поблизу міста Вільнюс (Литва). Супротивник силою до 500 чоловік при підтримці 2 батарей, 2 танків і 15 кулеметів намагався вирватись з оточення і з'єднатись з основними силами шляхом знищення 3-ї батареї 569-го ВПТАПу. Ворог оточив батарею з трьох сторін. Бій тривав 4 години, доходячи до рукопашної сутички. Зв'язковий командира 3-ї батареї єфрейтор Д. М. Чумак під сильним вогнем переповзав від розрахунку до розрахунку, передаючи накази командира батареї. У розпал бою особисто зі свого автомата знищив 15 гітлерівців. Коли обслуга однієї з гармат вибула з ладу, встав біля прицілу й стріляв по ворогові допоки вистачило боєзапасу. Коли скінчились снаряди, першим піднявся в рукопашну битву, залучаючи за собою бійців взводу управління батареї. Під час 4-ї, вирішальної, атаки 11 липня 1944 року був оточений ворогами й, не бажаючи потрапити у полон, підірвав себе та оточуючих його німців гранатою.
Похований у місті Утена (Литва).

## Нагороди
Указом Президії Верховної Ради СРСР від 24 березня 1945 року єфрейторові Чумаку Дмитру Михайловичу присвоєне звання Героя Радянського Союзу з врученням ордена Леніна і медалі «Золота Зірка».
Також нагороджений медаллю «За відвагу» (20.03.1944).